# うわばきクック
『うわばきクック』は、読売テレビ開局55年記念キャラクター。

## 概要
上履きを擬人化したものである。キャラクター設定は脚本家の西田征史が担当。2012年に読売テレビとpixivの共同企画でキャラクター原案を募集し、最優秀賞となった「次雷菌」のものが採用された。同局ではクックを主人公とした副読本を製作し、2014年より植村なおみ・本野大輔などの局アナウンサーを関西地区の小学校に派遣して「物語まるわかり教室」と称した読み聞かせ授業を展開している。

## キャラクター
声はテレビアニメのもの。
クック
声 - 久野美咲
左足用の上履き。離ればなれになった右足用上履きの兄・カックを探す旅をしている。
カック
声 - 興津和幸
クックの兄。ある日、クックと学校を抜け出し校庭を出たところで車にはねられそうになった彼を助けた際に汚れてしまい、通りかかったゴミ収集車のおじさんによって自分だけ回収されてしまった。長旅の末にクックはとうとう再会を果たすが、記憶喪失で弟のことを忘れてしまっていた。
空き缶
声 - 杉田智和
オレンジジュースの空き缶。カックの居場所を知っているらしく、クックをその場所へ連れて行こうとするが、これ幸いと彼にマッサージさせたりするなど体よくこき使う。
キュータ
声 - 浪川大輔
フタのない急須。クックとともにフタを探していたが、割れた状態で発見されたため落ち込む。クックには感謝しつつも去り際に「兄ちゃんももしかしたら燃やされてるかもしれないね」と不安にさせる様なセリフを言い残す。
ピアス姉妹
声 - 能登麻美子（姉）、 内田真礼（妹）
ピアスの姉妹。姉についていた装飾の宝石がいつの間にか取れてしまい、「妹が私の寝ている間に盗んだ」と決め付けて喧嘩をしていた。結局宝石が見つかり妹は仲直りするが、これを見たクックは一度は諦めた兄探しの旅を再開する。
ペッティーニ
声 - 森田成一
クックがゴミ処理場で出会ったペットボトル。ちょっと面倒くさい性格。
ブカック
声 - 楠大典
クックより大きいサイズの上履き。「お兄ちゃんが太った姿」と信じたクックが慕うのを見て、自身の寂しさを紛らすかの様にクックと遊ぶが、最後はニセモノだとバレる。
塵取りくん
声 - 井上剛
塵取り。
ホーキ先輩
声 - 津田健次郎
塵取りくんとコンビを組む箒。カックのことを知っているらしい。
蝶々
声 - 根本流風、水瀬いのり、豊泉志織
クックが見た夢に登場し、ミツバチになったクックと遊ぼうとする。

## テレビアニメ
2015年1月から3月まで、読売テレビ・TOKYO MXにて放送された。3分半の短編アニメ。全13話。

### スタッフ
- 監督・構成・脚本・音響監督・ナレーション - 西田征史
- プロデューサー - 北田修一
- チーフプロデューサー - 松本拓也
- アニメーションプロデューサー - 生田岳大、近藤大介、岡本泰幸
- アニメーションディレクター - 近藤大介
- 音楽 - はらかなこ
- 音響製作 - マジックカプセル
- 音楽制作・制作協力 - 読売テレビエンタープライズ
- 製作著作 - ytv

### 放送局
| 放送地域   | 放送局       | 放送期間                | 放送日時                   | 放送系列       | 備考                                                   |
| ---------- | ------------ | ----------------------- | -------------------------- | -------------- | ------------------------------------------------------ |
| 近畿広域圏 | 読売テレビ   | 2015年1月5日 - 3月30日  | 月曜 11:26 - 11:30         | 日本テレビ系列 | 制作局                                                 |
| 東京都     | TOKYO MX     | 2015年1月7日 - 4月1日   | 水曜 22:25 - 22:30         | 独立局         |                                                        |
| 日本全域   | GYAO!        | 2015年1月15日 - 4月2日  | 木曜 0:00 更新（水曜深夜） | ネット配信     | 1月15日は第1話・第2話同時更新                          |
| 栃木県     | とちぎテレビ | 2015年10月7日 - 10月9日 | 水曜 - 金曜 7:30 - 7:55    | 独立局         | 5話（最終回のみ3話で15分枠）ずつ放送                   |
| 日本全域   | ytv MyDo!    | 2016年2月29日 -         | 月曜 更新                  | ネット配信     | ご視聴はこちら:https://www.ytv.co.jp/mydo/uwabakicook/ |

## うわばきクックのテキトー占い
『朝生ワイド す・またん!』の1コーナーとして、2015年1月5日より開始（月曜から金曜の5:59頃に放送）。同番組のMCの辛坊治郎・森たけしとともにCGで出演。クックの声はアニメと同じく久野が担当する。なお放送当日のお昼頃にYouTubeにて配信している。
2015年4月からはTOKYO MXにおいても毎週水曜 22:29ごろ（『弾神オドロッカー ダンスチャレンジ!!』終了後）に放送している。

## おでかけ♪クック
2015年7月6日より毎週月曜 11:29 - 11:30に読売テレビで放送されているミニ番組。クックが動物園や学校を訪れる。当日深夜に放送されている『MANPA』内のミニ番組『アニ探! アニメ探偵団』で再放送することがある。2022年1月31日をもって終了し、後枠は「それいけ！アンパンマン」と「MONOモノ倶楽部」の間のステーションブレークとなった